# Laudat (Dominica)
Laudat ist ein Ort im Inneren von Dominica, im Parish Saint George. Die Ansiedlung schmiegt sich zwischen 3 Berge: Morne Watt, Morne Macaque (Morne Micotrine) und Morne Trois Pitons. Der Ort hat zwar nur ca. 300 Einwohner, gilt aber trotzdem als "Tor" (gateway), weil von dort aus viele spektakuläre Sehenswürdigkeiten besucht werden können. Unter anderem Boiling Lake, Fresh Water Lake und Titou Gorge. Auf einer Höhe von 370 m über dem Meer gelegen, verfügt der Ort über ein kühleres Klima und bietet sehenswerte Ausblicke auf das Karibische Meer. 
Der Ort liegt nur 20 min von der Hauptstadt Roseau entfernt. Der Weg endet in einer Sackgasse. Die Straße dorthin war eine gefährliche einspurige, kurvige Strecke, wurde jedoch in den letzten Jahren ausgebaut. Die Touristenattraktion Aerial Tram, mit der man auf die Berghöhen gelangen konnte, wurde 2012 wieder geschlossen, weil sie in 8 von 9 Betriebsjahren nicht rentabel war.

## Klima
Mit bis zu 900 cm Niederschlag im Jahr gehört Laudat zu den regenreichsten Gebieten der Karibik. Dementsprechend gibt es hohe Luftfeuchtigkeit, Nebelbildung und niedrigere Lufttemperaturen.